# Чирилло, Бруно
Бруно Чирилло (итал. Bruno Cirillo; 21 марта 1977, Кастелламмаре-ди-Стабия, Италия) — итальянский футболист, защитник.

## Карьера
Бруно начал свою карьеру в рядах футбольного клуба «Реджина». В 1996 году был отдан в аренду «Триказе». В 1998 году вернулся в «Реджину». Следующий сезон для него стал ударным: в составе «Реджины» он провёл 32 матча, в которых забил два мяча. Этим он и обратил на себя внимание «Интернационале», в котором провёл следующий сезон, сыграв 24 матча. В 2001 году Бруно стал игроком «Лечче», но по большому счёту являлся игроком аренды. После долгих скитаний он оказался в АЕКе. В АЕКе он был одним из лучших игроков и любимцем болельщиков. 29 апреля 2007 года Чирилло сыграл свой последний матч за АЕК. 4 июля 2007 года подписал двухлетний контракт с «Леванте», но из-за неспособности клуба платить зарплату игрокам в январе 2008 года перешёл в клуб, где он вырос как игрок — «Реджину». 12 июня 2009 года подписал контракт с ПАОКом.

## Достижения
Италия (до 21)
- Чемпионат Европы по футболу среди молодёжных команд: 2000